# Жолдибай
Жолдиба́й (каз. Жолдыбай) — село у складі Зерендинського району Акмолинської області Казахстану. Входить до складу Сімферопольського сільського округу.
Населення — 167 осіб (2021; 269 у 2009, 342 у 1999, 346 у 1989).
Національний склад станом на 1989 рік:
- казахи — 100 %.